# Великий Ляждур
Великий Ляжду́р (рос. Большой Ляждур, марій. Кугу Лаждӱр) — присілок у складі Куженерського району Марій Ел, Росія. Входить до складу Юледурського сільського поселення.

## Населення
Населення — 269 осіб (2010; 324 у 2002).
Національний склад (станом на 2002 рік):
- марійці — 94 %